# جبهة أنصار الإسلام
جبهة أنصار الإسلام، التي شكلت أصلا كتجمع لأنصار الإسلام في أغسطس 2012، هي جماعة إسلامية سنية مستقلة نشطة في محافظات القنيطرة ودرعا.
وكانت جماعة أنصار الإسلام من بين عشرات الجماعات السورية المتمردة التي تم تزويدها في الماضي بصواريخ مضادة للدبابات من طراز «بي جي إم تو-71» وصواريخ 9K32 Strela-2 MANPAD سوفيتية الصنع، بموافقة الولايات المتحدة.

## الأيديولوجية
قال أبو المجد الجولاني، قائد جبهة أنصار الإسلام، خلال مقابلة أجريت معه في 14 يوليو 2014، إنه يريد إقامة دولة إسلامية تستند إلى الشريعة الإسلامية، وتعارض الديمقراطية والخلافة على حد سواء، على غرار ما أعلنه تنظيم الدولة الإسلامية في العراق والشام.

## تاريخ
وتشكلت المجموعة في الأصل كتجمع لأنصار الإسلام، وهو تحالف لعدة جماعات إسلامية سنية في دمشق ومحافظة ريف دمشق، أعلن في 8 أغسطس 2012. تألف التحالف في البداية من ألوية الحبيب المصطفى، وألوية الصحابة، ولواء الإسلام، وألوية الفرقان، وكتيبة حمزة بن عبد المطلب، وكتائب درع الشام، وفرع دمشق لللواء أحفاد الرسول. وشاركت هذه الجماعة في استيلاء المتمردين على مهبط مرج السلطان في 25 نوفمبر 2012، وفي معركة داريا، وهي جزء من هجوم ريف دمشق (نوفمبر 2012–فبراير 2013).
وفي أواخر عام 2013، انهارت جماعة «أنصار الإسلام» بسبب الخلافات والمنازعات بين مجموعاتها المكونة.
وفي 31 مارس 2014، تم تشكيل جبهة أنصار الإسلام في ريف دمشق والقنيطرة من قبل لواء [أسامة بن زايد]، وكتيبة عز بن عبد السلام، وكتيبة العاديات. وبعد وقت من تشكيلها، أنشأت الجماعة فرعا لها في جنوب دمشق.
وفي 21 فبراير 2015، أعلنت الجماعة عن إنشاء فرع في محافظة إدلب شمال غرب سوريا.
وفي 6 أبريل 2017، اندلعت اشتباكات بين جبهة أنصار الإسلام وجبهة ثوار سوريا في ريف القنيطرة الشمالي، مما أسفر عن مقتل 7 متمردين. وقصفت القوات الحكومية المنطقة في اليوم نفسه، مما أسفر عن وقف لإطلاق النار بين الجماعتين المتمردتين.
وفي 30 مايو 2018، ألقي القبض على اثنين من قادة جبهة أنصار الإسلام، وهما أبو المجد الجولاني وبشار أبو شهاب، من قبل جماعات تابعة للجيش السوري الحر في ريف القنيطرة أثناء محاولتهم الاستسلام للجيش السوري مع حوالي 300,000 دولار.

## وصلات خارجية
- Jabhat Ansar al-Islam YouTube Channel